# اوپاتوویتسه (ناحیه پرروف)
اوپاتوویتسه (به چکی: Opatovice) یک منطقهٔ مسکونی در جمهوری چک است که در ناحیه پرروف واقع شده‌است. اوپاتوویتسه ۷٫۹۷ کیلومتر مربع مساحت و ۷۹۱ نفر جمعیت دارد و ۲۹۱ متر بالاتر از سطح دریا واقع شده‌است.